# Fred Alan Wolf

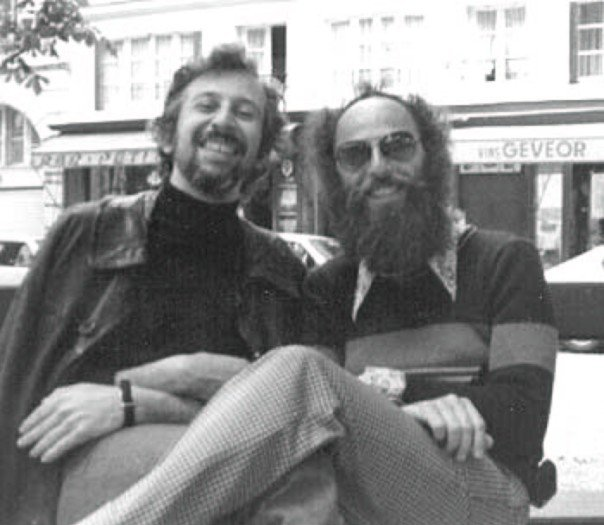
Fred Alan Wolf (po prawej) i Jack Sarfatti w Paryżu w 1973

Fred Alan Wolf (ur. 3 grudnia 1934) – fizyk teoretyczny i pisarz z zakresu fizyki kwantowej, świadomości i ich powiązań. Jest popularyzatorem nauki na Discovery Channel i autorem wielu książek. Jego teorie dotyczące wzajemnych relacji świadomości i fizyki kwantowej zostały określone w Newsweeku jako "z pogranicza nauki."

## Życiorys
Fred Alan Wolf zainteresował się fizyką, kiedy jako dziecko zobaczył informację o pierwszym na świecie wybuchu atomowym. Wolf otrzymał tytuł Ph.D. w dziedzinie fizyki teoretycznej w UCLA w 1963 i rozpoczął badania nad zachowaniem cząsteczek w wysokich warstwach atmosfery po wybuchu nuklearnym.
Dr Wolf występował jako ekspert z dziedziny fizyki na Discovery Channel w programie The Know Zone (Strefa Wiedzy), brał także udział w serialu Closer to Truth (Bliżej prawdy) produkcji PBS, w programach radiowych i telewizyjnych w Stanach Zjednoczonych i za granicą. Fred Alan Wolf wystąpił w filmach Co my właściwie wiemy!? (What the#$*! Do We Know!?) (2004), Sekret (2006) i Spirit Space (2008). Od lat 60. prowadził wykłady na tematy związane z fizyką kwantową i świadomością, często pod pseudonimem Dr. Quantum lub Captain Quantum. Wystąpił też w dokumencie o Dalajlamie zatytułowanym Dalai Lama Renaissance,
Jego książka "Taking the Quantum Leap: The New Physics for Nonscientists" zdobyła Narodową Nagrodę Książkową (National Book Award) jako naukowa pozycja w miękkiej okładce roku 1982 nadaną przez Narodową Fundację Książki (National Book Foundation).
Wolf wykładał na Uniwersytecie Stanowym w San Diego, Sorbonie, Uniwersytecie Hebrajskim w Jerozolimie, University of London i w Birkbeck College.

## Książki po polsku
- Umysł stworzył materię (Mind into Matter: A New Alchemy of Science and Spirit), Dom Wydawniczy Limbus, Bydgoszcz, luty 2003, 205 stron, 12,5 × 19,5 cm, oprawa miękka, ISBN 978-83-7191-099-9, ISBN 83-7191-099-1

## Dyskografia
- Dr. Quantum Presents: A User's Guide To Your Universe (2005) Sounds True Audio CD (ISBN 978-1-59179-348-9)
- Dr. Quantum Presents: Meet the Real Creator—You! (2005) Sounds True Audio CD (ISBN 978-1-59179-380-9)
- Dr. Quantum Presents: Do-It-Yourself Time Travel (2008) Sounds True Audio CD (ISBN 978-1-59179-946-7)

## Filmografia
- What the#$*! Do We Know!? (ang.) (2004) Lord of the Wind Films, LLC
- What the BLEEP – Down the Rabbit Hole – Quantum Edition Multi-Disc DVD Set (2006) Lord of the Wind Films, LLC
- The Secret (2006) Prime Time Productions
- Dalai Lama Renaissance (ang.) (2007) Wakan Films
- Spirit Space (2008) WireWerks Digital Media Productions